# James Robert Hope-Scott
Lord James Hope-Scott (15 luglio 1812 – 29 aprile 1873) è stato un politico scozzese.

## Biografia
Era il figlio di Alexander Hope, figlio di John Hope, II conte di Hopetoun, e della sua terza moglie, Lady Elizabeth Leslie, e di Lady Georgiana Brown.
Fece parte del Queen's Counsel.

## Matrimoni

### Primo Matrimonio
Sposò, il 19 agosto 1847, Charlotte Lockhart (1º gennaio 1838-20 ottobre 1858), figlia di John Gibson Lockhart e di Sophia Charlotte Scott. Ebbero due figli:
- Lady Mary Monica Hope-Scott (2 ottobre 1852-15 marzo 1920), sposò Joseph Constable-Maxwell-Scott, ebbero otto figli;
- Lord Walter Michael Hope-Scott (2 giugno 1857-11 dicembre 1858).

### Secondo Matrimonio
Sposò, il 7 gennaio 1861, Lady Victoria Alexandrina Fitzalan-Howard (3 luglio 1840-20 dicembre 1870), figlia di Henry Fitzalan-Howard, XIV duca di Norfolk e di Augusta Lyons. Ebbero sei figli:
- Lady Minna Margaret Hope-Scott (?-29 gennaio 1934), sposò Sir Nicholas O'Connor, ebbero una figlia;
- Lady Catherine Mary Hope-Scott;
- Lady Josephine Mary Hope-Scott (?-20 novembre 1932), sposò Wilfrid Ward, non ebbero figli;
- Lady Theresa Anne Hope-Scott (?-1º novembre 1891);
- Lord Philip James Hope-Scott (8 aprile 1868-9 aprile 1868);
- Lord James Fitzalan Hope, I barone Rankeillour (11 dicembre 1870-14 febbraio 1949).